# 세인트 레지스 호텔 & 리조트
세인트 레지스 호텔 & 리조트(영어: St. Regis Hotels & Resorts)는 스타우드 호텔 그룹의 일부인 고급 호텔 체인이다. 매리엇 인터내셔널은 2016년에 스타우드를 구매했다.